# Arnhem Falcons 2015
Questa voce raccoglie le informazioni riguardanti gli Arnhem Falcons nelle competizioni ufficiali della stagione 2015.

## Eredivisie 2015

### Stagione regolare
| 15 febbraio 2015 3ª giornata | 010 Trojans | 9 – 15 | Arnhem Falcons |  |

| 1º marzo 2015 4ª giornata | Nijmegen Pirates | 0 – 33 | Arnhem Falcons |  |

| 8 marzo 2015 5ª giornata | Amstelland Panthers | 6 – 25 | Arnhem Falcons |  |

| 15 marzo 2015 6ª giornata | Arnhem Falcons | 27 – 6 | Nijmegen Pirates |  |

| 29 marzo 2015 7ª giornata | Arnhem Falcons | 27 – 14 | Hilversum Hurricanes |  |

| 12 aprile 2015 9ª giornata | Arnhem Falcons | 30 – 0 | 010 Trojans |  |

| 26 aprile 2015 10ª giornata | Arnhem Falcons | 20 – 21 | Alphen Eagles |  |

| 24 maggio 2015 13ª giornata | Alphen Eagles | 14 – 7 | Arnhem Falcons |  |

| 31 maggio 2015 14ª giornata | Amsterdam Crusaders | 28 – 12 | Arnhem Falcons |  |

| 14 giugno 2015 16ª giornata | Arnhem Falcons | 48 – 8 | Lightning Leiden |  |

### Playoff
| 21 giugno 2015 Semifinale | Amsterdam Crusaders | 14 – 7 | Arnhem Falcons |  |

## Statistiche di squadra
| Competizione      | %Vittorie | In casa | In casa | In casa | In casa | In casa | In casa | In trasferta | In trasferta | In trasferta | In trasferta | In trasferta | In trasferta | Totale | Totale | Totale | Totale | Totale | Totale |
| Competizione      | %Vittorie | G       | V       | N       | P       | Pf      | Ps      | G            | V            | N            | P            | Pf           | Ps           | G      | V      | N      | P      | Pf     | Ps     |
| ----------------- | --------- | ------- | ------- | ------- | ------- | ------- | ------- | ------------ | ------------ | ------------ | ------------ | ------------ | ------------ | ------ | ------ | ------ | ------ | ------ | ------ |
| Stagione regolare | .700      | 5       | 4       | 0       | 1       | 152     | 49      | 5            | 3            | 0            | 2            | 92           | 57           | 10     | 7      | 0      | 3      | 244    | 106    |
| Playoff           | .000      | 0       | 0       | 0       | 0       | 0       | 0       | 1            | 0            | 0            | 1            | 7            | 14           | 1      | 0      | 0      | 1      | 7      | 14     |
| Totale            | .636      | 5       | 4       | 0       | 1       | 152     | 49      | 6            | 3            | 0            | 3            | 99           | 71           | 11     | 7      | 0      | 4      | 251    | 120    |